# Vuelta a España 2022/5. Etappe
Die 5. Etappe der Vuelta a España 2022 fand am 24. August 2022 statt. Für einen weiteren Tag blieb die 77. Austragung des spanischen Etappenrennens im Baskenland und verlief entlang der Nordküste. Die Strecke führte dabei von Irun über 187,2 hüglige Kilometer nach Bilbao. Nach der Zielankunft hatten die Fahrer insgesamt 732,3 Kilometer absolviert, was 22,3 % der Gesamtdistanz der Rundfahrt entspricht.

## Streckenführung
Vom Start weg ging es von Irun aus in Richtung Westen und die Fahrer erreichten nach rund zehn Kilometern San Sebastian. Auf der weiteren Fahrt Richtung Westen führte die Strecke entlang der Küste bis nach Deba, ehe es weiter ins Landesinnere ging. Nun folgten innerhalb von wenigen Kilometern mit dem Puerto de Gontzagarinaga (364 m) und dem Balcón de Bizkaia (433 m) zwei Bergwertungen der 3. Kategorie, die nach 95,6 und 102,4 Kilometern überquert wurden. Im Anschluss folgte eine längere Abfahrt, ehe die Straße erneut zu steigen begann und auf den Alto de Morga (332 m) führte, der ebenfalls mit der 3. Kategorie klassifiziert ist. Anschließend führte die Abfahrt nach Galdakao, wo die Fahrer einen 29,2 Kilometer langen Rundkurs erreichten, der rund zweimal absolviert werden musste. Auf jeder Runde stand der Alto del Vivero (410 m) auf dem Programm, der auf einer Länge von 4,6 Kilometern eine durchschnittliche Steigung von 8 % aufweist und als Anstieg der 2. Kategorie klassifiziert ist. Im Anschluss folgte eine deutlich flachere Abfahrt, die die Fahrer auf den letzten 14,2 Kilometern nach Bilbao brachte. Bei der ersten Zieldurchfahrt, die 29,2 Kilometer vor dem Ziel erfolgte, wurde ein Zwischensprint ausgetragen und bei der zweiten Überquerung des Alto del Vivero wurden Bonussekunden vergeben. Das Ziel befand sich auf der Don Diego López Haroko Kale Nagusia kurz vor dem Federico Moyúa Plaza.
|                            | Ort                      | Kilometer | Länge (km) | Höhe (m) | Ø Steigung |
| -------------------------- | ------------------------ | --------- | ---------- | -------- | ---------- |
| Start                      | Irun                     | 0         |            |          |            |
| Bergwertung (3. Kategorie) | Puerto de Gontzagarinaga | 095,6     | 5,3        | 364      | 4,5 %      |
| Bergwertung (3. Kategorie) | Balcón de Bizkaia        | 102,4     | 4,2        | 433      | 5,6 %      |
| Bergwertung (3. Kategorie) | Alto de Morga            | 125,4     | 8,6        | 332      | 3,5 %      |
| Rundkurs Einfahrt          | Galdakao                 | 139,4     |            |          |            |
| Bergwertung (2. Kategorie) | Alto del Vivero          | 144,0     | 4,6        | 410      | 8 %        |
| Zwischensprint             | Bilbao                   | 158,0     |            |          |            |
| Bergwertung (2. Kategorie) | Alto del Vivero          | 173,0     | 4,6        | 410      | 8 %        |
| Bonussprint                | Alto del Vivero          | 173,0     |            |          |            |
| Ziel                       | Bilbao                   | 187,2     |            |          |            |

## Rennverlauf und Ergebnisse
Als einziger Fahrer ging Daan Hoole (Trek-Segafredo) aufgrund eines positiven COVID-19 Tests nicht an den Start. Die Anfangsphase war von mehreren Attacken geprägt, aus der jedoch keine Fluchtgruppe hervorging. Wenige Kilometer vor dem Fuß der ersten Steigung konnten sich schließlich neun Fahrer nach 72 gefahrenen Kilometern vom Hauptfeld absetzen. Kurz darauf folgte eine weitere Gruppe von fünf Fahrern, die zur Spitze des Rennens aufschließen konnte. Die endgültige Ausreißergruppe des Tages formierte sich auf dem ersten kategorisierten Anstieg, dem Puerto de Gontzagarinaga (364 m). In der Gruppe vertreten waren (geordnet nach dem bestplatzierten Fahrer in der Gesamtwertung eines Teams): Rudy Molard, Jake Stewart (beide Groupama-FDJ), Fred Wright (Bahrain Victorious), Nikias Arndt (DSM), Jonathan Caicedo (EF Education-EasyPost), Lawson Craddock (BikeExchange-Jayco), Jaakko Hänninen (AG2R Citroën), Roger Adrià (Kern Pharma), Wadim Pronski (Astana Qazaqstan), Anthony Delaplace (Arkéa-Samsic), Fausto Masnada (Quick-Step Alpha Vinyl), Gregor Mühlberger (Movistar), Alessandro De Marchi, Daryl Impey (beide Israel-Premier Tech), Ibai Azurmendi (Euskaltel-Euskadi), Victor Langellotti (Burgos-BH), Julius Johansen (Intermarché-Wanty-Gobert Matériaux) und Kamil Małecki (Lotto Soudal). Zudem griff Marc Soler (UAE Team Emirates) im Anstieg an und versuchte, allein zu der Ausreißergruppe aufzuschließen, was ihm rund 87 Kilometer vor dem Ziel gelang.
Die Punkte im Kampf um die Bergwertung auf dem Puerto de Gontzagarinaga (364 m) sicherte sich Victor Langellotti vor Roger Adrià und Rudy Molard. Auf dem anschließenden Anstieg des Balcón de Bizkaia (433 m) setzte sich erneut der Monegasse durch, der somit virtuell die Führung in der Bergwertung übernahm. Im Hauptfeld gestaltete das Team des Gesamtführenden Primož Roglič (Jumbo-Visma) die Tempoarbeit, wobei der Rückstand des Feldes zwischen drei und fünf Minuten pendelte. Rund 62 Kilometer vor dem Ziel wurde auf der Alto de Morga (332 m) erneut eine Bergwertung der 3. Kategorie abgenommen, die ebenfalls von Victor Langellotti gewonnen wurde. Einzig Roger Adrià zeigte Ambitionen im Kampf um die Bergpunkte, musste sich jedoch bei jeder Bergwertung mit Platz zwei begnügen. Rund 50 Kilometer vor dem Ziel erfolgte die erste Auffahrt der Alto del Vivero (410 m), auf der die Spitzengruppe zu verfallen begann. Zwei Kilometer vor der Bergwertung griff Lawson Craddock an und löste sich gemeinsam mit Victor Langellotti von seinen Begleitern. Der US-Amerikaner überquerte die Kuppe des Anstiegs als erstes und ging gemeinsam mit seinem Begleiter in die Abfahrt. Dahinter folgten mehrere kleine Gruppen, die Rückstände von wenigen Sekunden aufwies. Nach der Abfahrt formierte sich eine neue, 12 Fahrer umfassende Spitzengruppe, die den Zwischensprint bei der ersten Zieldurchfahrt in Bilbao mit einem Vorsprung von über fünf Minuten auf das Hauptfeld erreichte. Den Zwischensprint gewann Victor Langellotti vor Marc Soler und Fausto Masnada.
Noch vor dem Schlussanstieg kam es in der Spitzengruppe zu den ersten Angriffen. Jake Stewart konnte sich 24 Kilometer vor dem Ziel absetzen und erreichte den Fuß der Alto del Vivero mit einem Vorsprung von rund 30 Sekunden auf seine ehemaligen Fluchtgefährten. 16 Kilometer vor dem Ziel griff Marc Soler in der Steigung an und schloss einen Kilometer vor der Bergwertung zu Jake Stewart auf. Der Spanier passierte den Briten und erreichte die Kuppe mit einem Vorsprung von rund 10 Sekunden auf seine ersten Verfolger. Im Hauptfeld gab weiterhin das Team Jumbo-Visma das Tempo vor, wobei sie kein Interesse daran zeigten, den Rückstand von rund vier Minuten auf die Ausreißer zu verringern, obwohl dies den Verlust des Führungstrikots zur Folge hatte. In der Abfahrt und den anschließenden flachen Kilometern formierte sich hinter Marc Soler eine zehn Fahrer umfassende Verfolgergruppe, die den Rückstand von wenigen Sekunden nicht schließen konnte. Da sich die Gruppe in der Nachführarbeit nicht einig war, kam es immer wieder zu Attacken von Fahrern, die versuchten, allein zu dem Führenden aufzuschließen. Marc Soler erreichte den letzten Kilometer mit einem Vorsprung von nur wenigen Metern, konnte diesen jedoch bis ins Ziel behaupten. Im Sprint um die weiteren Plätze setzte sich Daryl Impey vor Fred Wright durch, der vier Bonussekunden holte. In der Gesamtwertung blieb Fred Wright jedoch zwei Sekunden hinter Rudy Molard, der das Ziel zeitgleich mit ihm auf dem vierten Platz erreichte und das Rote Trikot von Primož Roglič übernahm. Die Favoriten auf den Gesamtsieg kamen im Hauptfeld mit einem Rückstand von rund fünf Minuten an.
In der Gesamtwertung lag Rudy Molard nun zwei Sekunden vor Fred Wright und eine Minute und neun Sekunden vor Nikias Arndt. Der erste Anwärter auf den Gesamtsieg, Primož Roglič, lag auf dem fünften Gesamtrang mit einem Rückstand von vier Minuten und neun Sekunden. In der Bergwertung übernahm Victor Langellotti die Führung von Joan Bou (Euskaltel-Euskadi), während Sam Bennett (Bora-hansgrohe) erneut das Grüne Trikot des Führenden in der Punktewertung, verteidigte. Der Gesamtzweite Fred Wright übernahm weiters das Weiße Trikot des besten Nachwuchsfahrers von Ethan Hayter (Ineos Grenadiers), der viel Zeit verlor und in der Gesamtwertung weit zurückfiel. Alle 179 gestarteten Fahrer erreichten das Ziel der Etappe.
| \| Etappenergebnis \| Etappenergebnis \| Etappenergebnis \| Etappenergebnis \| Etappenergebnis \| \| Fahrer \| Fahrer \| Land \| Team \| Zeit \| \| --------------- \| ------------------ \| ---------------------- \| ----------------------- \| --------------- \| \| 1. \| Marc Soler \| Spanien \| UAE Team Emirates \| 4 h 15 min 23 s \| \| 2. \| Daryl Impey \| Südafrika \| Israel-Premier Tech \| + 4 s \| \| 3. \| Fred Wright \| Vereinigtes Königreich \| Bahrain Victorious \| + 4 s \| \| 4. \| Rudy Molard \| Frankreich \| Groupama-FDJ \| + 4 s \| \| 5. \| Lawson Craddock \| Vereinigte Staaten \| Team BikeExchange-Jayco \| + 4 s \| \| 6. \| Nikias Arndt \| Deutschland \| Team DSM \| + 4 s \| \| 7. \| Victor Langellotti \| Monaco \| Burgos-BH \| + 4 s \| \| 8. \| Wadim Pronski \| Kasachstan \| Astana Qazaqstan Team \| + 4 s \| \| 9. \| Gregor Mühlberger \| Österreich \| Movistar Team \| + 4 s \| \| 10. \| Roger Adrià \| Spanien \| Equipo Kern Pharma \| + 4 s \| |                    |                        |                         |                 |
| |                    |                        |                         |                 |
| Quelle: ProCyclingStats |                    |                        |                         |                 |
| Etappenergebnis |                    |                        |                         |                 |
| Fahrer | Fahrer             | Land                   | Team                    | Zeit            |
| 1. | Marc Soler         | Spanien                | UAE Team Emirates       | 4 h 15 min 23 s |
| 2. | Daryl Impey        | Südafrika              | Israel-Premier Tech     | + 4 s           |
| 3. | Fred Wright        | Vereinigtes Königreich | Bahrain Victorious      | + 4 s           |
| 4. | Rudy Molard        | Frankreich             | Groupama-FDJ            | + 4 s           |
| 5. | Lawson Craddock    | Vereinigte Staaten     | Team BikeExchange-Jayco | + 4 s           |
| 6. | Nikias Arndt       | Deutschland            | Team DSM                | + 4 s           |
| 7. | Victor Langellotti | Monaco                 | Burgos-BH               | + 4 s           |
| 8. | Wadim Pronski      | Kasachstan             | Astana Qazaqstan Team   | + 4 s           |
| 9. | Gregor Mühlberger  | Österreich             | Movistar Team           | + 4 s           |
| 10. | Roger Adrià        | Spanien                | Equipo Kern Pharma      | + 4 s           |

## Gesamtstände
| \| Gesamtwertung \| Gesamtwertung \| Gesamtwertung \| Gesamtwertung \| Gesamtwertung \| \| Fahrer \| Fahrer \| Land \| Team \| Zeit \| \| ------------- \| ------------------ \| ---------------------- \| ----------------------- \| ---------------- \| \| 1. \| Rudy Molard \| Frankreich \| Groupama-FDJ \| 16 h 07 min 22 s \| \| 2. \| Fred Wright \| Vereinigtes Königreich \| Bahrain Victorious \| + 2 s \| \| 3. \| Nikias Arndt \| Deutschland \| Team DSM \| + 1 min 09 s \| \| 4. \| Lawson Craddock \| Vereinigte Staaten \| Team BikeExchange-Jayco \| + 2 min 27 s \| \| 5. \| Primož Roglič \| Slowenien \| Jumbo-Visma \| + 4 min 09 s \| \| 6. \| Sepp Kuss \| Vereinigte Staaten \| Jumbo-Visma \| + 4 min 22 s \| \| 7. \| Pavel Sivakov \| Frankreich \| Ineos Grenadiers \| + 4 min 35 s \| \| 8. \| Tao Geoghegan Hart \| Vereinigtes Königreich \| Ineos Grenadiers \| + 4 min 35 s \| \| 9. \| Remco Evenepoel \| Belgien \| Quick-Step Alpha Vinyl \| + 4 min 36 s \| \| 10. \| Richard Carapaz \| Ecuador \| Ineos Grenadiers \| + 4 min 42 s \| |                    |                        |                         |                  |
| |                    |                        |                         |                  |
| Quelle: ProCyclingStats |                    |                        |                         |                  |
| Gesamtwertung |                    |                        |                         |                  |
| Fahrer | Fahrer             | Land                   | Team                    | Zeit             |
| 1. | Rudy Molard        | Frankreich             | Groupama-FDJ            | 16 h 07 min 22 s |
| 2. | Fred Wright        | Vereinigtes Königreich | Bahrain Victorious      | + 2 s            |
| 3. | Nikias Arndt       | Deutschland            | Team DSM                | + 1 min 09 s     |
| 4. | Lawson Craddock    | Vereinigte Staaten     | Team BikeExchange-Jayco | + 2 min 27 s     |
| 5. | Primož Roglič      | Slowenien              | Jumbo-Visma             | + 4 min 09 s     |
| 6. | Sepp Kuss          | Vereinigte Staaten     | Jumbo-Visma             | + 4 min 22 s     |
| 7. | Pavel Sivakov      | Frankreich             | Ineos Grenadiers        | + 4 min 35 s     |
| 8. | Tao Geoghegan Hart | Vereinigtes Königreich | Ineos Grenadiers        | + 4 min 35 s     |
| 9. | Remco Evenepoel    | Belgien                | Quick-Step Alpha Vinyl  | + 4 min 36 s     |
| 10. | Richard Carapaz    | Ecuador                | Ineos Grenadiers        | + 4 min 42 s     |

| Punktewertung | Punktewertung      | Punktewertung          | Punktewertung      | Punktewertung |
| Fahrer        | Fahrer             | Land                   | Team               | Punkte        |
| ------------- | ------------------ | ---------------------- | ------------------ | ------------- |
| 1.            | Sam Bennett        | Irland                 | Bora-Hansgrohe     | 127 P.        |
| 2.            | Mads Pedersen      | Dänemark               | Trek-Segafredo     | 118 P.        |
| 3.            | Marc Soler         | Spanien                | UAE Team Emirates  | 47 P.         |
| 4.            | Pascal Ackermann   | Deutschland            | UAE Team Emirates  | 34 P.         |
| 5.            | Tim Merlier        | Belgien                | Alpecin-Deceuninck | 34 P.         |
| 6.            | Daniel McLay       | Vereinigtes Königreich | Arkéa-Samsic       | 34 P.         |
| 7.            | Victor Langellotti | Monaco                 | Burgos-BH          | 33 P.         |
| 8.            | Primož Roglič      | Slowenien              | Jumbo-Visma        | 30 P.         |
| 9.            | Ethan Hayter       | Vereinigtes Königreich | Ineos Grenadiers   | 30 P.         |
| 10.           | Nikias Arndt       | Deutschland            | Team DSM           | 28 P.         |

| Bergwertung | Bergwertung         | Bergwertung        | Bergwertung             | Bergwertung |
| Fahrer      | Fahrer              | Land               | Team                    | Punkte      |
| ----------- | ------------------- | ------------------ | ----------------------- | ----------- |
| 1.          | Victor Langellotti  | Monaco             | Burgos-BH               | 13 P.       |
| 2.          | Roger Adrià         | Spanien            | Equipo Kern Pharma      | 6 P.        |
| 3.          | Lawson Craddock     | Vereinigte Staaten | Team BikeExchange-Jayco | 5 P.        |
| 4.          | Marc Soler          | Spanien            | UAE Team Emirates       | 5 P.        |
| 5.          | Joan Bou            | Spanien            | Euskaltel-Euskadi       | 5 P.        |
| 6.          | Rudy Molard         | Frankreich         | Groupama-FDJ            | 4 P.        |
| 7.          | Primož Roglič       | Slowenien          | Jumbo-Visma             | 3 P.        |
| 8.          | Julius van den Berg | Niederlande        | EF Education-EasyPost   | 3 P.        |
| 9.          | Jarrad Drizners     | Australien         | Lotto-Soudal            | 3 P.        |
| 10.         | Thomas De Gendt     | Belgien            | Lotto-Soudal            | 2 P.        |

| Nachwuchswertung | Nachwuchswertung | Nachwuchswertung       | Nachwuchswertung       | Nachwuchswertung |
| Fahrer           | Fahrer           | Land                   | Team                   | Zeit             |
| ---------------- | ---------------- | ---------------------- | ---------------------- | ---------------- |
| 1.               | Fred Wright      | Vereinigtes Königreich | Bahrain Victorious     | 16 h 07 min 24 s |
| 2.               | Pavel Sivakov    | Frankreich             | Ineos Grenadiers       | + 4 min 33 s     |
| 3.               | Remco Evenepoel  | Belgien                | Quick-Step Alpha Vinyl | + 4 min 34 s     |
| 4.               | Carlos Rodríguez | Spanien                | Ineos Grenadiers       | + 4 min 40 s     |
| 5.               | João Almeida     | Portugal               | UAE Team Emirates      | + 5 min 00 s     |
| 6.               | Brandon McNulty  | Vereinigte Staaten     | UAE Team Emirates      | + 5 min 00 s     |
| 7.               | Juan Ayuso       | Spanien                | UAE Team Emirates      | + 5 min 00 s     |
| 8.               | Sergio Higuita   | Kolumbien              | Bora-Hansgrohe         | + 5 min 08 s     |
| 9.               | Gino Mäder       | Schweiz                | Bahrain Victorious     | + 5 min 09 s     |
| 10.              | Juan Pedro López | Spanien                | Trek-Segafredo         | + 5 min 09 s     |

| Mannschaftswertung | Mannschaftswertung     | Mannschaftswertung           | Mannschaftswertung |
| Team               | Team                   | Land                         | Zeit               |
| ------------------ | ---------------------- | ---------------------------- | ------------------ |
| 1.                 | Groupama-FDJ           | Frankreich                   | 47 h 40 min 10 s   |
| 2.                 | UAE Team Emirates      | Vereinigte Arabische Emirate | + 1 min 27 s       |
| 3.                 | BikeExchange-Jayco     | Australien                   | + 1 min 29 s       |
| 4.                 | Movistar Team          | Spanien                      | + 1 min 34 s       |
| 5.                 | Bahrain Victorious     | Bahrain                      | + 1 min 40 s       |
| 6.                 | Quick-Step Alpha Vinyl | Belgien                      | + 2 min 12 s       |
| 7.                 | Astana Qazaqstan Team  | Kasachstan                   | + 2 min 22 s       |
| 8.                 | Equipo Kern Pharma     | Spanien                      | + 2 min 56 s       |
| 9.                 | Burgos-BH              | Spanien                      | + 3 min 34 s       |
| 10.                | Ineos Grenadiers       | Vereinigtes Königreich       | + 5 min 55 s       |

## Ausgeschiedene Fahrer
Die folgenden Fahrer waren aus der Tour ausgeschieden:
- Daan Hoole (Trek-Segafredo) – DNS wegen positiven Coronatests

## Trivia
Sowohl die Alto de Morga (332 m) als auch der Alto del Vivero (410 m) sind Teil der 1. Etappe der Tour de France 2023, die in Bilbao gestartet wird. Während die Alto de Morga über dieselbe Straße befahren wird, nutzt die Organisation der Frankreich-Rundfahrt, jedoch die Auffahrt von Gumuzio, um auf die Alto del Vivero zu gelangen. Wie es sich bei der Tour de France gehört, werden beide Anstiege ins Französische übersetzt und als Côte de Morga und Côte de Vivero bezeichnet.